# Marcel Cohen
Marcel Samuel Raphaël Cohen (6 de febrer del 1884 - 5 de novembre del 1974) va ser un lingüista francès destacat en el camp de les llengües semítiques, i especialment en la branca etiòpica.

## Biografia
Marcel Cohen nasqué a París i estudià al Lycée Condorcet. Assistí a les lliçons d'Antoine Meillet al Collège de France i a l'École des Hautes Etudes. El 1905 es matriculà a l'École des Langues Orientales i s'hi graduà l'any 1909. Estudià amhàric (amb Mondon-Vidailhet), lingüística francesa, sànscrit, gueez i antic sud-aràbic. Escrigué la seva tesi sobre el dialecte àrab dels jueus algerins (Le parler arabe des juifs d'Algers).
Entre el març del 1910 i el juny del 1911, emprengué un viatge a Etiòpia, durant el qual aplegà copiosos materials sobre les llengües etiòpiques i una detallada notícia del qual es conté al seu llibre Rapport sur une mission linguistique en Abyssinie 1910-1911 (París, 1912).
Succeí Mondon-Vidailhet com a chargé de cours d'Abyssin a l'École des Langues Orientales. L'any 1916 esdevingué professor ajudant i el 1926 professor titular. El 1919 assumí també el càrrec de professor d'etiòpic a l'Écoles pratique des Hautes Études.
Entre els seus més destacats alumnes etiopicistes s'hi compten Wolf Leslau, Stefan Strelcyn i Joseph Tubiana, així com el lingüista i historiador Maxime Rodinson.

## Publicacions
- 1912: Le parler arabe des Juifs d'Alger. París: Champion.
- 1912: Rapport sur une mission linguistique en Abyssinie (1910-1911). París: Imprimerie Nationale.
- 1920: Documents ethnographiques d'Abyssinie. París: Leroux.
- 1921: "la prononciation traditionelle du Guèze (éthiopien classique)", in Journal asiatique Sér. 11 / T. 18 (Versió electrònica a Gallica biblioteca digital de la Bibliothèque nationale de France PDF).
- 1924: Couplets amhariques du Choa. París: Imprimerie Nationale.
- 1924: Le système verbale sémitique et l'expression du temps. París: Leroux.
- 1924: (with Antoine Meillet) Les langues du monde. París: Champion. (2a ed. 1952)
- 1931: Etudes d'éthiopien méridional. París: Geuthner.
- 1934: Documents sudarabiques. París: dépôt chez Adrien Maisonneuve.
- 1936: Traité de langue amharique. París: Institut d'Ethnographie. (reimprès: 1970, 1995)
- 1939: Nouvelles études d'éthiopien meridional. París: Champion.
- 1947: Essai comparatif sur le vocabulaire et la phonétique chamito-sémitique. París: Champion.
- 1947: Histoire d'une langue: le français. París: Editions Réunis. (4a ed., Editions Sociales 1974)
- 1950: Regards sur la langue française. París: Editions Sociales.
- 1950: Le langage: structure et évolution. París: Editions Sociales.
- 1954: Grammaire et style.
- 1958: La grande invention de l'écriture et son évolution. París: Klincksieck.
- 1962: Etudes sur le langage de l'enfant. París: Editions du Scarabée.
- 1963: Nouveaux regards sur la langue française.
- 1963: Encore des regards sur la langue française.
- 1972: Une fois de plus des regards sur la langue française. París: Editions Sociales.